# Kolflamskivling
Kolflamskivling (Pholiota highlandensis) är en svampart som först beskrevs av Peck, och fick sitt nu gällande namn av A.H. Sm. & Hesler 1968. Kolflamskivling ingår i släktet tofsskivlingar och familjen Strophariaceae.  Arten är reproducerande i Sverige. Inga underarter finns listade i Catalogue of Life.